# Polisen i Peru
Polisen i Peru (la Policía Nacional del Perú) är en statlig peruansk institution vars mål är att garantera landet Perus interna ordning, befolkningens fria utövande av de konstitutionella rättigheterna och en normal utveckling när det gäller medborgarnas aktiviteter inom republiken Perus territorium. Peruanska poliskåren ligger under Perus inrikesministerium.

## Peruanska polisens historia

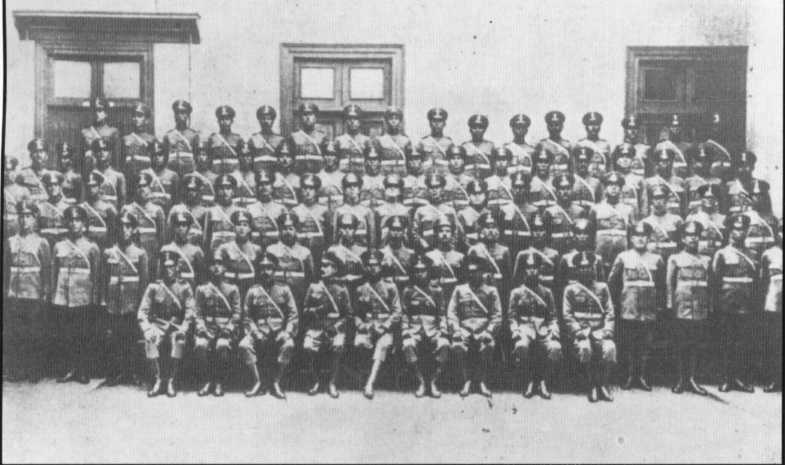
Första examinationen 1923 av Guardia civil och poliser

Der är under den republikanska epoken börjar polisen att forma sig som en institution med egna uppgifter och funktioner. De första polisstyrkorna bildas som en del av militären, under perioden 1825 till 1839. Under denna tid får väktare och nattvakter funktioner som liknar polisens.
Efter självständighetsproklamationen i Peru 1821 av José de San Martín bildar man "Milicia Cívica", med uppgiften att upprätthålla den allmänna ordningen. Frihetshjälten Simón Bolívar omvandlar sedan 1825 Milicia Cívica till Guardia Nacional, med uppgiften att upprätthålla allmän ordning i varje region och by. Denna Guardia Nacional, som har bildats av militär personal och organiseras i ett militärt system, bildar också en militär reservstyrka och utgör en del av landets militär.
Senare 1852 ombildas Guardia Nacional till en nationell gendarmstyrka. 1873 sker en ny reform som innebär en indelning i olika uppgifter: en grannskapsbevakningsstyrka under borgmästarnas (alcalden) befäl, en specialstyrka för säkerheten på marknader och allmänna platser, polis för olika inrättningar, landsbygdspolis, fängelsevakter, hamnpolis och en permanent styrka för allmän ordning och säkerhet.
Man nämner också en uppdelning av stads- och landsbygdspolisen och den reguljära polisstyrkan i ett Gendarmería och en Guardia Civil. Så bildas 1874 Guardia Civil del Perú. 1874. Organisationen är till sin karaktär militärt ordnad, men med uppgiften att upprätthålla ordning och säkerhet. Den nya polisstyrkan Guardia Civil får uppgiften att ge säkerhet och överbevakning för medborgarna medan Gendarmeriet upprätthåller säkerheten och övervakningen av allmänna byggnader, fängelser och säkerheten för regeringens ledamöter.
Under kriget med Chile hade Guardia Civil del Perú en aktiv och märkbar roll då man kämpade tillsammans med Perus militära styrkor.
Med hjälp från Guardia Civil de España reformeras peruanska polisen 1922. En polisskola invigs 1922 och första promotionen går ut 1923. Fram till 1988 utexamineras 58 årskullar polisskoleelever.
Under presidenten José Luís Bustamante y Rivero skapas 1948 den oberoende organisationen Cuerpo de Investigación y Vigilancia (C.I.V.) ("Poliskåren för utredningar och bevakning").
År 1955 utbildas de 40 första kvinnorna vid detektivenheten vid nationella polisskolan till polisassistenter för utredningar.
Några år senare ändrar C.I.V. till Policía de Investigaciones del Perú (P.I.P.) ("Perus utredande poliskår").
Från den tiden figurerar i Peru tre styrkor under ministeriet för regering och polis med speciella uppgifter: Poliskåren Guardia Civil del Perú, Detektivkåren Policía de Investigaciones del Perú och Gendarmerna Guardia Republicana del Perú.

### Polisstyrkorna enas

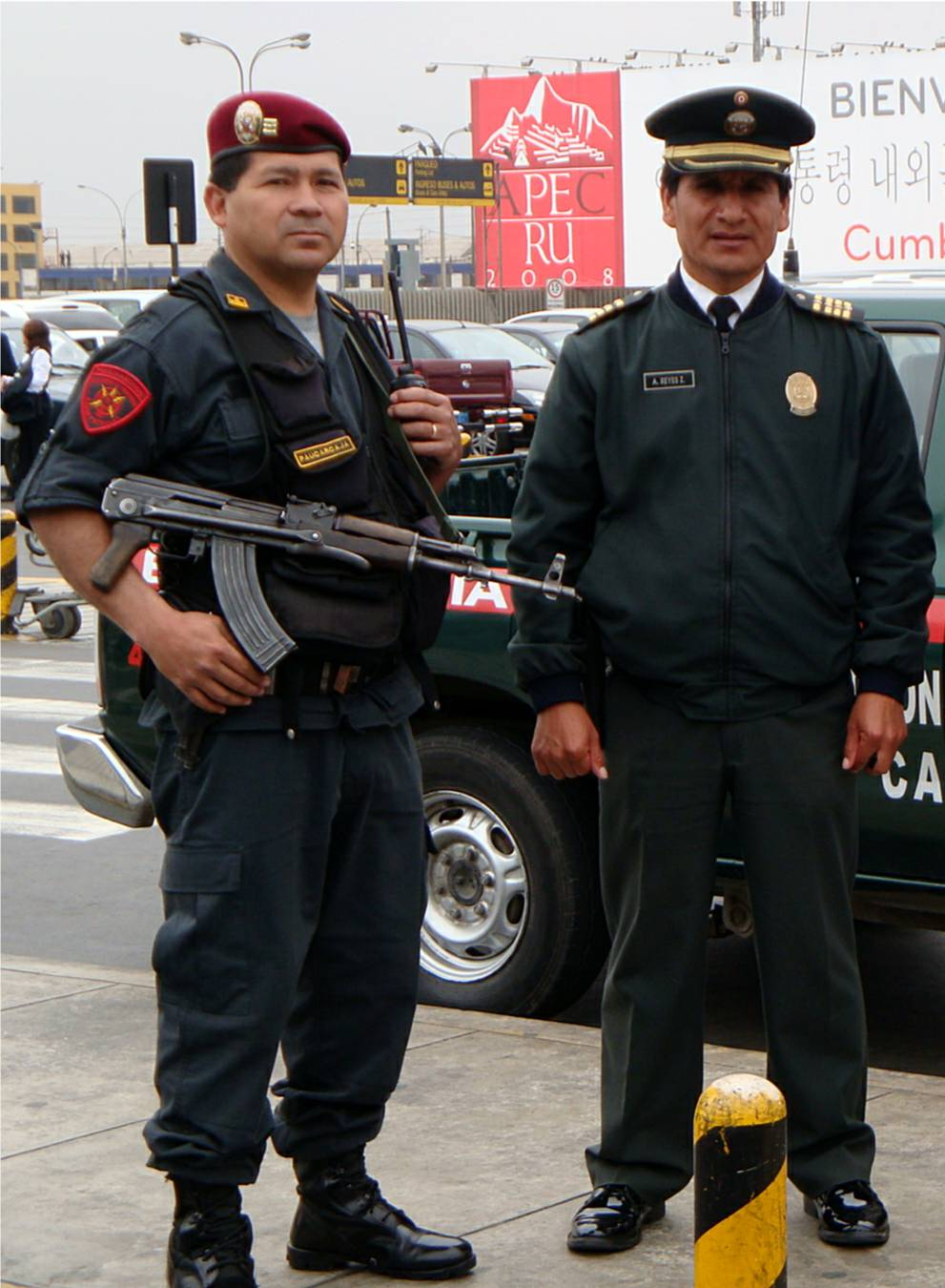
Peruanska poliser 2008

President Alan García Pérez startar 1985 en process för reorganisation av de polisiära styrkorna.
En gemensam ledning skapas och samtidigt ett utbildningscentra för utbildning av poliser (kallat Escuela de Oficiales de las Fuerzas Policiales med placering i det gamla utbildningscentrat Centro de Instrucción de la Guardia Civil del Perú "Mariano Santos" i La Campiña - Chorrillos) och en nationell skola för väktare och agenter (kallat Escuela Nacional de Policía) med placering i det gamla utbildningscentrat Centro de Instrucción de la Guardia Republicana del Perú i Puente Piedra).
1989 skapas så slutligen den nationella polisstyrkan för Peru.
Avsikten med omorganisationen var, bland annat, att få ihop de tre poliskårerna till en, få en bättre användning av de ekonomiska resurserna, få bort de konflikter som uppstod mellan organisationerna genom dubbla funktioner och framför allt erbjuda en bättre service till samhället.
Med motivet att förena de polisiära styrkorna går de tillfälligt över till namnen Policía General (Allmän polis), Policía Técnica (Teknisk polis) och Policía de Seguridad (Säkerhetspolisen) fram till 1991.
I dag är Perus nationella polis (la Policía Nacional del Perú) en styrka med mer än 140 000 män och kvinnor, med markstyrkor, luftstyrkor och sjöstyrkor, närvarande i hela landet.

## Funktioner

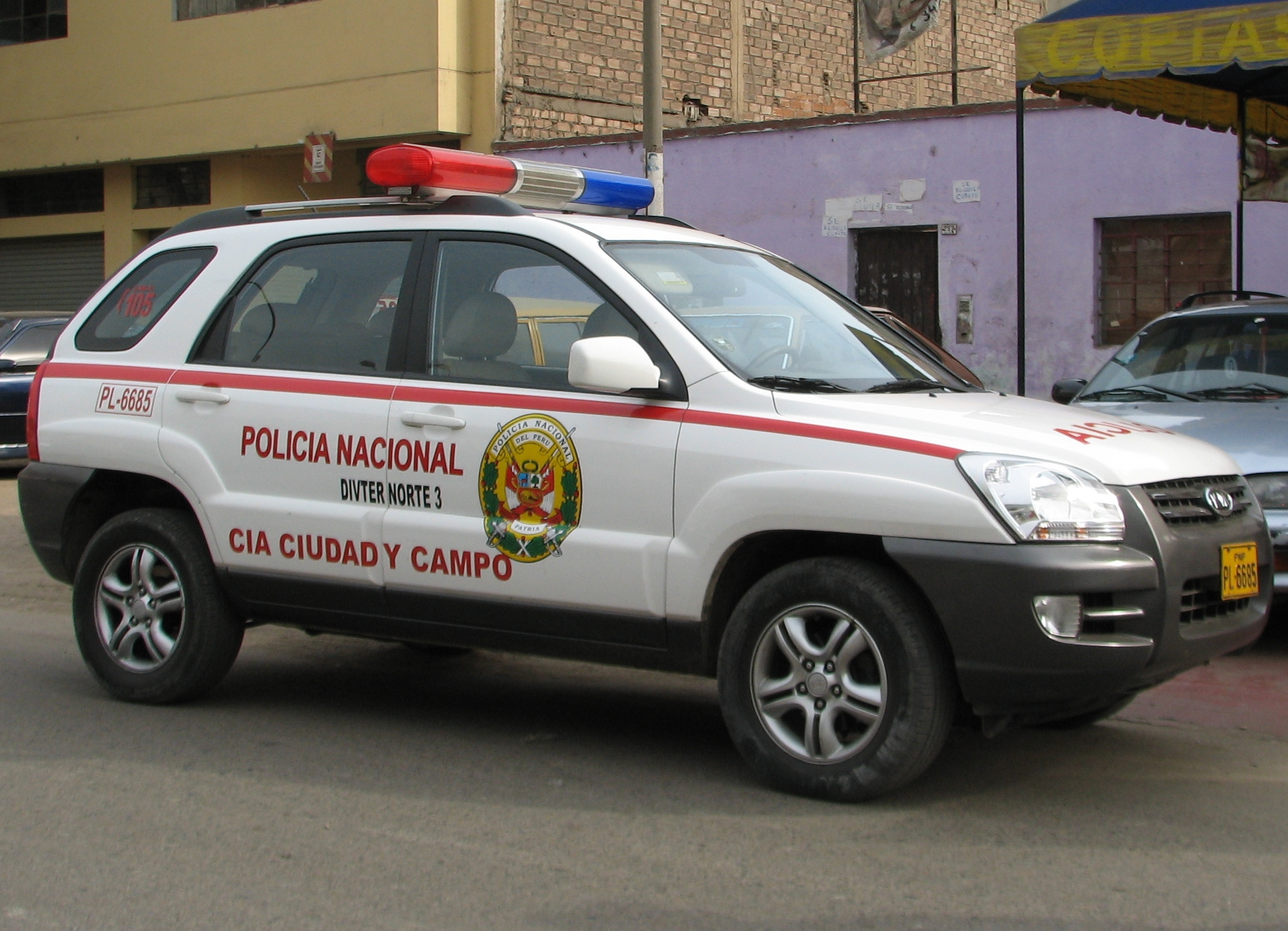
Peruansk polisbil 2009

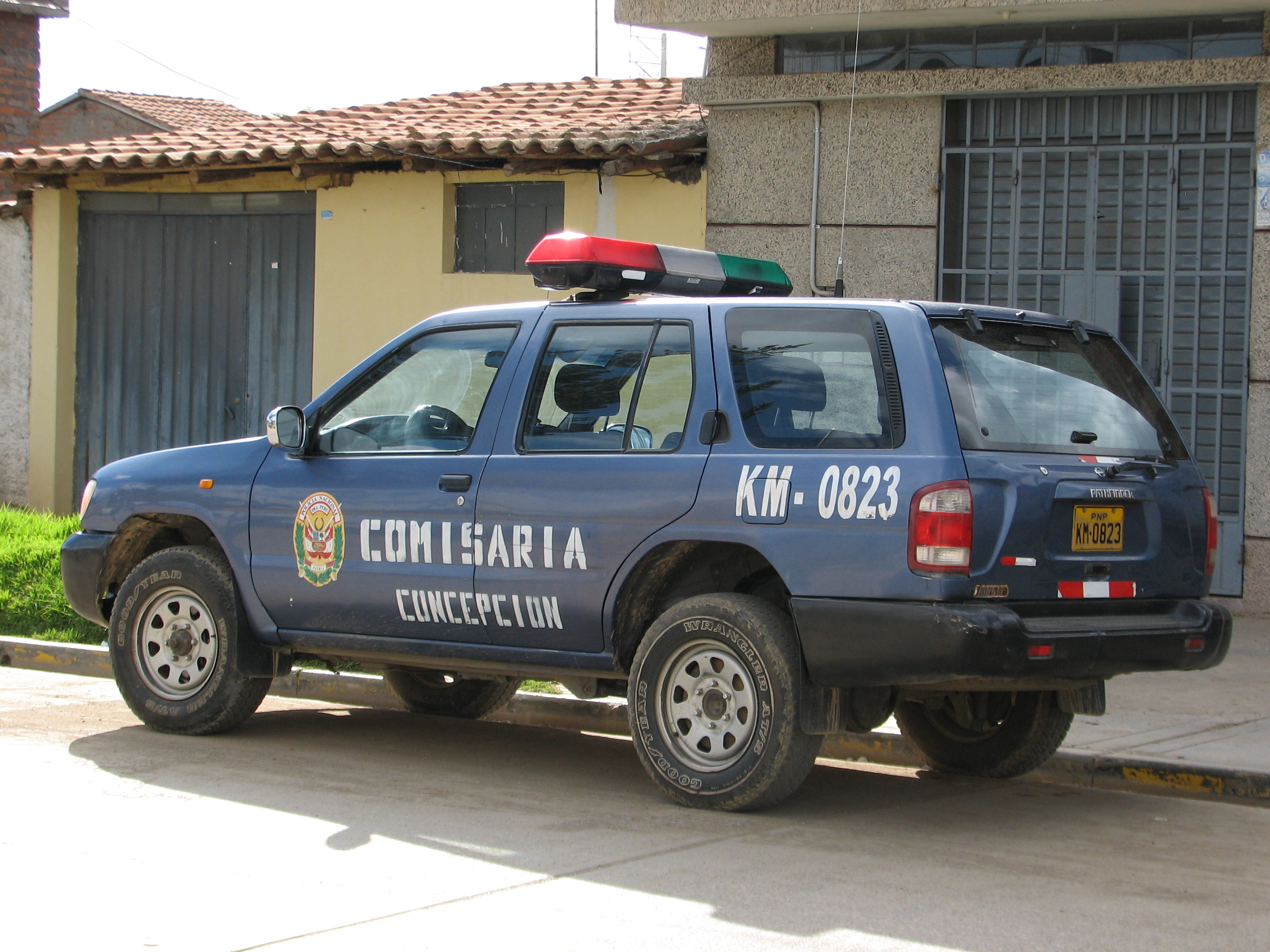
Peruansk polisbil 2009

Den nationella polisen har följande funktioner:
1. Upprätthålla säkerhet och allmänt lugn.
2. Förhindra, slå ned, undersöka och lagföra brott.
3. Garantera medborgarnas säkerhet.
4. Ge skydd åt barn, ungdomar, äldre och kvinnor vars frihet hotas.
5. Utreda infödda medborgares försvinnanden/bortgång.
6. Garantera och kontrollera den fria rörelsen av fordon och fotgängare på allmänna vägar och motorvägar, säkerställa biltransporter och järnväg, undersöka och anmäla trafikolyckor, föra register över bilparken av polisiära skäl, i samarbete med ansvarig myndighet.
7. Ingripa i lufttrafik, sjötrafik, flod- och sjötrafik enligt sin kompetens.
8. Övervaka och kontrollera landets gränser, såsom att sörja för att migrationslagstiftningen uppfylls för de egna medborgarna och de utländska medborgarna.
9. Sörja för presidentens säkerhet, statschefer på officiellt besök, ledande personer inom myndigheter och oberoende konstitutionella organisationer, republikens kongress (parlament), regeringskansli, likaså ambassadörer och andra betydande personer.
10. Uppfylla de regler som utfärdats av den juridiska makten, konstitutionsdomstolen, nationella valnämnden, ministeriet för allmänna arbeten (Ministerio Público) och nationella byrån för elektoralsystemet, i deras utövande av sina funktioner.
11. Delta i säkerhetsarbetet på fängelser, såsom att transportera personer i den juridiska processen och de dömda.
12. Delta i bevarandet och skyddet av naturresurser, miljövård, skyddet av arkeologiska nationella minnen och Perus kultur.
13. Sörja för säkerheten i den allmänna servicen, i koordination med de statliga berörda myndigheterna.
14. Delta i nationalförsvaret, civilförsvaret och den ekonomiska och sociala utvecklingen i landet.
15. Identifiera personer i det polisiära arbetet
16. Utöva ytterligare funktioner som konstitutionen och lagarna anger.